# Пителино
Пите́лино — рабочий посёлок в Рязанской области России. Административный центр Пителинского района и Пителинского городского поселения.
Население — 1986 человек (2019).

## География
Через этот посёлок проходит автодорога Р124 Шацк — Касимов. Расстояние до ближайшей железнодорожной станции Сасово 31 км. В 3 км к северо-западу от посёлка — река Пёт.

## История
Населённый пункт впервые описан в писцовых книгах Шацка в 1617 г. https://proza.ru/2022/11/16/1095
Легенда происхождения названия  у посёлка Пителино такова: по преданию, когда-то на этом месте стоял заезжий двор с трактиром; старики рассказывали, что будто хозяин держал патент на распитие русской горькой. И вывеска была по такому случаю: «Пить велено». Отсюда и название села.
В ревизских сказках Первой ревизии 1719—1722 годов и Второй ревизии 1744 года сельцо Пителино принадлежало Л. А. Милославскому, а после его смерти — его вдове Милославской. В 1760 году Милославская продала село Пителино лейб-гвардии Семёновского полка сержанту В. В. Грушецкому (позже деятель екатерининской эпохи, генерал-поручик, сенатор). Жителей в нём было уже 565 душ.
В экономических примечаниях к материалам генерального межевания по Елатомскому уезду Тамбовского наместничества записано, что в 1779 году в с. Пителине В. В. Грушецкого, расположенном по обе стороны р. Пасмурке, имеется 64 двора, 615 человек жителей обоего пола, дом господский деревянный. Земля чернозёмная, хлеб и покосы средственные, лес дровяной. Крестьяне были на оброке.
После отмены крепостного права в 1861 году пителинские крестьяне стали временно-обязанными и за право пользования землей исполняли по закону барщину или оброк в пользу помещика. Земельные наделы крестьяне получили по 2,8 десятины на одну мужскую душу. Женщинам же в то время наделы не полагались.
По данным статистического комитета, в 1862 году в Пителино было 124 двора, в которых проживало 1009 человек. Был в селе базар (имелось восемь лавок и базар в среду). По переписи 1882 года в Пителино насчитывалось уже 209 домохозяйств с 1319 жителями. Из них грамотных было 170 человек (168 мужчин и две женщины).
В 1866 году лишь отдельные крестьяне села Пителина имели фамилии (но с указанием в метрических книгах, что они господина Балашова, хотя после отмены крепостного права прошло пять лет).
В 1869 году на средства прихожан была построена деревянная Вознесенская церковь, и Пителино получает статус села.
В 1872 году в отчёте инспектора об осмотренных им начальных училищах записано: «Училище в с. Петельном помещается в наёмной избе, с платой 8 руб. за учебный год, вместе с хозяевами, изба крайне неопрятная, тёмная и тесная. Учебных пособий недостаточно. Учитель крестьянин, обучавшийся в сельском начальном училище. Ученики учат на память часослов и псалтырь. Успехи ничтожные, да и не могут быть иными при такой обстановке. Жалования учитель получает 48 руб. в год. Учащихся 60 мальчиков и 10 девочек».
Статус посёлка городского типа — с 1967 года, в 1967 году присоединили близлежащие населенные пункты Синорму, Шибково и Каменку.

## Население
| 1926  | 1939  | 1959  | 1970  | 1979  | 1989  | 2002  | 2009  | 2010  |
| ----- | ----- | ----- | ----- | ----- | ----- | ----- | ----- | ----- |
| 1650  | ↗2011 | ↘1401 | ↗2346 | ↗2586 | ↗2742 | ↘2415 | ↘2282 | ↘2257 |
| 2012  | 2013  | 2014  | 2015  | 2016  | 2017  | 2018  | 2019  | 2020  |
| ↘2205 | ↘2162 | ↘2106 | ↘2094 | ↘2066 | ↘2043 | ↘2007 | ↘1986 | ↘1925 |
| 2021  | 2023  |       |       |       |       |       |       |       |
| ↗1931 | ↘1907 |       |       |       |       |       |       |       |

Национальный состав
По итогам переписи населения 2020 года проживали следующие национальности (национальности менее 0,1 % и другое, см. в сноске к строке «Другие»):
| Национальность | Численность, чел. | Доля     |
| -------------- | ----------------- | -------- |
| Русские        | 1897              | 98,24 %  |
| Таджики        | 10                | 0,52 %   |
| Украинцы       | 4                 | 0,21 %   |
| Другие         | 20                | 1,03 %   |
| Итого          | 1931              | 100,00 % |

## Инфраструктура
В 1953 году в Пителино создана лугомелиоративная станция. Летом 1956 года в Пителино начато строительство водопровода.
В ноябре 1957 в Пителино вновь построена и начала действовать электрическая мельница, производительностью 50 — 60 пудов муки в час.

## Экономика
ОАО «Пителинский сыродельный комбинат».
Вблизи посёлка ведётся добыча глины и известняка.

## Известные уроженцы
- Можаев Борис Андреевич — русский писатель, Лауреат Государственной премии СССР 1989 года.
- Алфеева Валерия Анатольевна — писатель.
- Байков Борис Викторович — лесовод. Заслуженный лесовод РСФСР.